# Biały pochód
Biały pochód (ang. The White Parade) – amerykański film z 1934 roku w reżyserii Irvinga Cummingsa.

## Nagrody i nominacje
| Nazwa nagrody | Wygrane            | Nominacje                                                                                                  |
| ------------- | ------------------ | --- |
| Oscar         | 1935 bez rezultatu | 1935 Najlepszy film wytwórnia Jesse L. Lasky Najlepszy dźwięk Edmund H. Hansen Fox Studio Sound Department |

## Obsada
- Loretta Young jako June Arden
- John Boles jako Ronald Hall III
- Dorothy Wilson jako Zita Scofield
- Jane Darwell jako panna 'Sailor' Roberts
- Muriel Kirkland jako Glenda Farley
- Astrid Allwyn jako Gertrude Mack
- Frank Conroy jako doktor Thorne
- Sara Haden jako panna Harrington
- Joyce Compton jako Una Mellon
- June Gittelson jako Lou 'Pudgy' Stebbins
- Polly Ann Young jako Hannah Seymour
- Noel Francis jako pielęgniarka Clare
- Shirley Palmer jako telefonistka